# Polocin
Polocin – wieś w Rumunii, w okręgu Vaslui, w gminie Pogonești. W 2011 roku liczyła 217 mieszkańców.